# Beauce

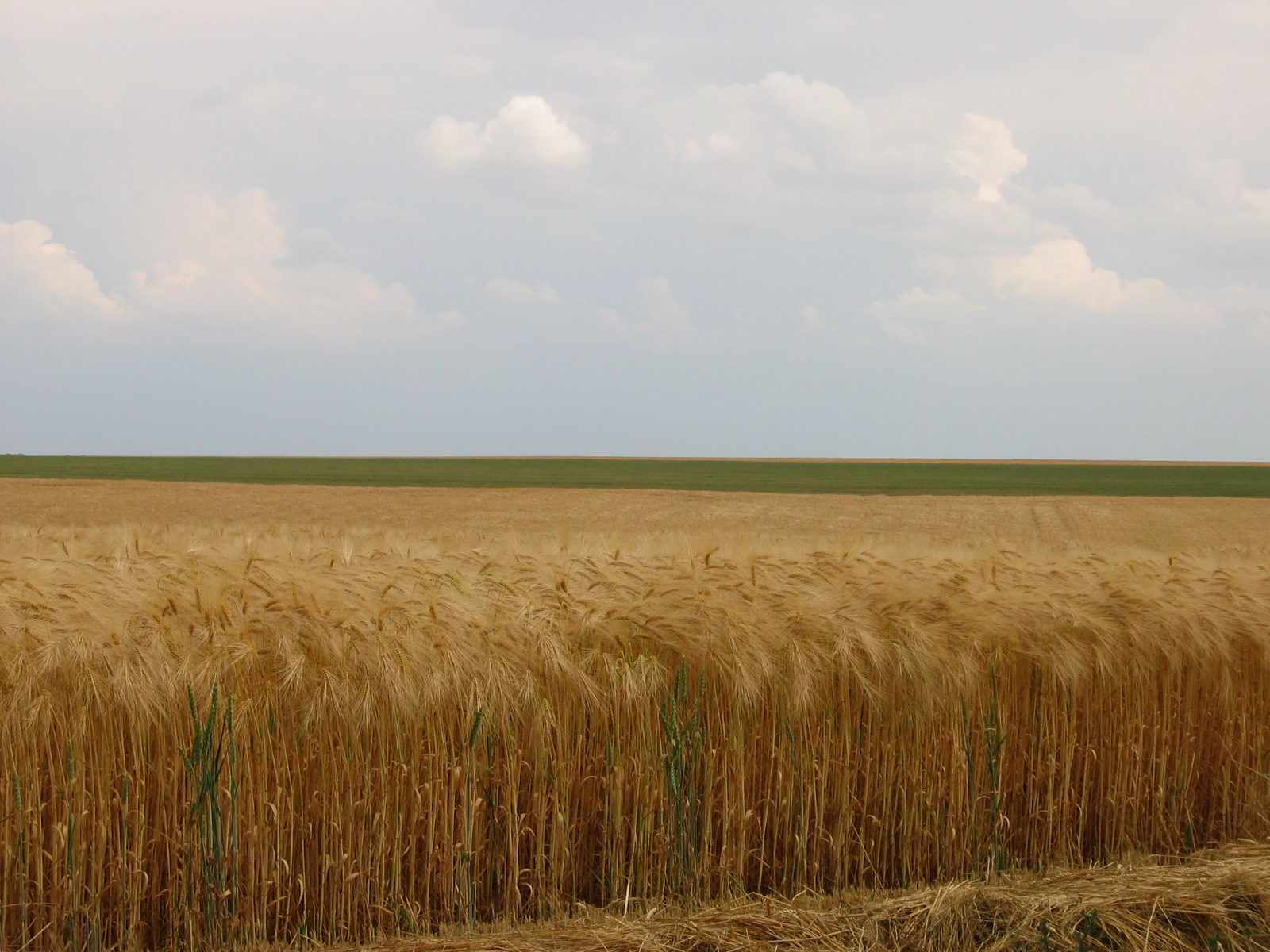
Paesaggio tra Dreux e Chartres nel dipartimento di Eure-et-Loir.

La Beauce /bos/ è una regione naturale francese, corrispondente all'intero dipartimento dell'Eure-et-Loir e parte dei dipartimenti di Loiret, Essonne e Loir-et-Cher. Storicamente, ha condiviso le sorti della provincia storica dell'Orleanese e della contea di Chartres; quest'ultima è l'unica città importante della regione.